# Conseil des représentants (Bahreïn)
Ne doit pas être confondu avec Conseil des représentants (Irak).
6e législature
Le Conseil des représentants (en arabe : مجلس النواب romanisé : Majlis Al-Nuwab) est la chambre basse de l'Assemblée nationale de Bahreïn, son parlement bicaméral. La chambre haute étant le Conseil consultatif dont les membres sont nommés par le Roi. Il est élu au scrutin direct par la population.

## Système électoral
Le Conseil des représentants est composé de 40 sièges dont les membres sont élus pour quatre ans au scrutin uninominal majoritaire à deux tours dans autant de circonscriptions.

## Liste des présidents
| Nom                 | Date de début    | Date de fin      | Réf.  |
| ------------------- | ---------------- | ---------------- | ----- |
| Khalifa Al Dhahrani | 14 décembre 2002 | 14 décembre 2014 |       |
| Ahmed al-Mulla      | 14 décembre 2014 | 12 décembre 2018 |       |
| Fawzia Zainal       | 12 décembre 2018 | 12 décembre 2022 | [ 2 ] |
| Ahmed al-Musallam   | 12 décembre 2022 |                  |       |